# Сыкало, Пётр Макарович
Пётр Макарович Сыкало (3 августа 1923 — 23 июля 1946) — сапёр 110-го отдельного моторизованного штурмового инженерно-сапёрного батальона (23-я моторизованная штурмовая инженерно-сапёрная бригада, 13-я армия, 1-й Украинский фронт), красноармеец. Герой Советского Союза.

## Биография
Родился 3 августа 1923 года в селе Пески ныне Новопсковского района Луганской области Украины. Работал на конном заводе Старобельского района Луганской области.
В Красной Армии с мая 1942 года. Воевал на Сталинградском, Южном и 4-м Украинском фронтах. Участвовал в Сталинградской битве, боях на реке Миус, освобождении Донбасса и южной Украины. Вёл бои по освобождению Крыма, в том числе города Севастополь. Участвовал в освобождении Западной Украины, Польши, боях на Сандомирском плацдарме.
Особо отличился в ходе Висло-Одерской операции. 10 апреля 1945 года за мужество, отвагу и героизм красноармейцу Сыкало Петру Макаровичу присвоено звание Героя Советского Союза с вручением ордена Ленина и медали «Золотая Звезда».
Войну закончил в Чехословакии. После войны продолжал службу в армии. Погиб в автомобильной катастрофе 23 июля 1946 года.